# Rostra
Rostra (italijansko Rostri) je bila velika ploščad, zgrajena v mestu Rim, ki je stala v republikanskem in imperialnem obdobju. Govorniki so stali na rostri, obrnjeni proti severni strani comitiuma proti senatni hiši in govorili tistim, ki so se zbrali vmes. Pogosto se jo omenja kot suggestus ali tribunal (razsodišče) , katerega prva oblika sega v rimsko kraljestvo, Volcanale. 
Ime izhaja iz šestih rostrum (množina rostrum, ladijskih ovnov), ki so bili zajeti med zmago na Antiumu leta 338 pr. n. št. in nameščeni na njeno stran. Prvotno je ta izraz pomenil enotno strukturo znotraj območja Comitiuma v bližini Foruma in se običajno povezoval s senatno Cūrio. V imperialni dobi se je začela imenovati Rostra Vetera (starešejša Rostra), da bi se razlikovala od drugih kasnejših ploščadi, ki so bile zasnovane za podobne namene in so ime "Rostra" vzeli skupaj z imenom graditelja ali osebo, ki jo je počastila.

## Zgodovina
Sodniki (magistrati), politiki, odvetniki in drugi govorniki so govorili zbranim ljudem v Rimu s tega zelo počaščenega in povišanega mesta.  Posvečena od Avgusta kot templum je bila originalna Rostra zgrajena že v 6. stoletju pred našim štetjem. Ta je bila večkrat zamenjana in razširjena, vendar je ostala na istem mestu še stoletja.
Leta 338 pr. n. št. ke Rostra dobila ime, ko je po porazu Antiuma s strani konzula Gaja Menija rimska flota zasegla Antiate, od katerih je bilo na Rostro nameščenih šest premcev (latinsko rostra). Menij je to plačal iz svojega vojnega plena. Prav tako je blizu Rostre postavil zmagovalni steber. 
Julij Cezar je uredil prostor Comitiuma in Foruma ter na koncu republikanskega obdobja ponovno postavil senatno kurijo. Preselil je Rostro iz Comitiuma . To je odvzelo vodilni položaj, ki ga je kurija imela v celotnem forumu, saj se je med zadnjo obnovo zelo razširila proti Rostri. Avgust, njegov vnuk-nečak in prvi rimski cesar, je končal, kar je Cezar začel, kakor tudi razširil. Ta 'nova Rostra' je postala znana kot Rostra Augusti. Tisto, kar je ostalo danes v izkopanem forumu, poleg slavoloka Septimija Severa, je v svoji zgodovinski uporabi preživelo več restavracij in sprememb, čeprav se nekaj teh pripisuje različnim častnim imenom; znanstveniki, arheologi in italijanska vlada priznavajo, da je ta ploščad Rostra Vetera v notranjosti Rostra Augusti.
Izraz Rostrum, ki se nanaša na ploščad za govornika, neposredno izhaja iz uporabe izraza "Rostra". En stoji pred Rostrumom in eno stoji na Rostri. Medtem ko je bilo v Rimu in njegovi republiki in imperiju veliko roster, se zdaj "Rostra" nanaša samo na določeno strukturo. Pred Forumom Romanum je bil Comitium prvi določen kraj za vse politične in sodne dejavnosti ter najstarejši kraj javnega zbiranja v mestu. Zaporedje prejšnjih svetišč in oltarjev se omenja v prvih rimskih spisih kot prvi suggestum. Sestavlja ga svetišče boga Vulkana, ki ima dva ločena oltarja, zgrajena v različnih obdobjih. Ta zgodnji etruščanski mundusni oltar je prvotno stal pred templjem, ki bi ga kasneje pretvorili v kurijo Hostilio.
V pozni republiki je bila rostra uporabljena kot prostor za prikaz voditeljev premaganih političnih sovražnikov. Gaj Marij in konzul Lucij Kornelij Cina sta leta 87 pr. n. št. zajela Rim in postavila glavo poraženega konzula Gnejaa Oktavija na Rostro . Prakso sta nadaljevala Sula in Mark Antonij, ki sta ukazala, da se Cicerove roke in glava prikažejo na Cezarjevi rostri po usmrtitvi govornika kot del proskripcije iz 43 pr. n. št.
Cezar je govoril iz Rostre leta 67 pr. n. št. v uspešnem prizadevanju, da bi v nasprotju s senatom sprejeli zakon, ki ga je predlagal tribun Aul Gabinij (lex Gabinia), ki je ustvaril izreden ukaz za Pompeja, da bi odpravil piratstvo v Sredozemlju . Brut in Kasij sta govorila iz rostre na nenavdušeno množico na Forumu po atentatu na Cezarja leta 44 pr. n. št. Millar navaja, da je v pozni republiki, ko je nasilje postalo redna značilnost javnih srečanj, fizični nadzor in okupacija Rostre postala ključni politični cilj.

### Ljudske skupščine in razsodišča
Do okoli leta 145 pr. n. št. je bil Comitium mesto ljudskih skupščin (comitia tributa), na katerem so bile sprejete pomembne odločitve, magistri (sodniki) so bili izvoljeni in kazenski pregoni so bili predstavljeni in rešeni z ljudskim glasovanjem. Pred zasedanjem je moral sodnik za zasedanje, ki je deloval kot augur, prevzeti pokroviteljstvo na odprtem območju (templum) na Rostri, iz katere naj bi vodil postopek. Če so bili znaki ugodni in noben drug sodnik ni razglasil neugodnih znamenj, je sodnik pozval druge sodnike in senatorje in naročil glasnika, da pozove ljudi. Glasniki so to storili iz Rostre in iz mestnih zidov. Med zasedanjem so sodniki, senatorji in zasebniki govorili o zakonodaji, ki je v teku ali o kandidatih za kandidate ali proti njim. Preden so bili računi predstavljeni za glasovanje, jih je glasnik prebral množici iz Rostre. Na vrhuncu procesa so bili vsi ljudje priklicani na templum na Rostri, da bi oddali svoje glasove. Po približno  letu 0145 pr. n. št. je volilno prebivalstvo v Rimu postalo preveliko za Comitium, ljudske skupščine so bile nato na nasprotnem koncu foruma okoli templja Kastorja, katerega stopnice so služile kot neformalna Rostra. 
Rostra je bila uporabljena tudi za sestanke sodišč.  V republikanskem Rimu so v Forumu potekale kazenski pregoni bodisi pred plemensko skupščino s sodnim pregonom (postopek, ki je določen v dvanajstih tabelah in običajen način pregona v srednji republiki) bodisi na sodišču s poroto (quaestio de repetundis) ustanovljen s statutom in ki mu je predsedoval sodnik s poroto (po 70. pr. n. št.) približno 50-75 porotnikov. Za sojenja, ki so potekala v Comitiumu, je Rostra služila kot sodišče, na katerem je sodnik sedel v svojem stolu z majhnim številom spremljevalcev. »To je bilo samo po sebi dovolj za ustanovitev sodišča, čeprav je bilo dopolnjeno s klopmi (subsellia) za porotnike, stranke v zadevi in njihove podpornike«. Krog opazovalcev (corona) je stal ali sedel na bližnjih stopnicah. 
Prvotna zgradba je bila zgrajena v srednjih letih rimske republike približno leta 500 pr. n. št. Kasneje je, po koncu Latinske vojne leta 338 pred našim štetjem, postala znan kot "Rostra, ko jo je okrasil Gaj Menij z ladijskimi ovni ali premci, zajetimi na Antiumu kot vojaške trofeje.
Rostra je bila na južni strani Comitiuma nasproti Curie Hostilie (prva senatna hiša), s pogledom na Comitium in Rimski forum. Poleg premcev zajetih ladij je Rostra nosila sončno uro in v različnih časih kipe tako pomembnih političnih osebnosti, kot so Kamil, Sula in Pompej.  Zasebni državljani so postavili tudi številne častne stebre in spomenike na Rostri in v celotnem forumu. Senat je nekoč grozil, da jih bodo odstranili, če donatorji tega ne bodo storili sami. 

### Rostra Vetera
Prvotna Rostra je bila po obliki morda preprosta dvignjena ploščad iz lesa, podobna rimskemu sodišču . Rostra je imela ukrivljeno obliko, po možnosti vzdolž zunanjega južnega roba amfiteatra. Strukturo je opisal Christian Charles Josias Bunsen na podlagi pregleda dveh rimskih kovancev, ki prikazujeta Rostro, kot »krožno stavbo, dvignjeno na lokih, s stojalom ali ploščadjo na vrhu, obrobljeno z ograjo; z dvema stopniščema, po enim na vsaki strani«. Bila je usmerjena proti Comitiumu, poznejši govorci pa so se pogosto srečevali v nasprotni smeri, da bi se v Forumu obrnili na večje občinstvo. Oblika Rostre Vetre je bila na vseh glavnih točkah, ki so se ohranile v ambonih ali krožnih prižnicah, najstarejših cerkva, ki so imele tudi dve stopnici, ki so vodile do njih, ena na vzhodni strani, s katere je pridigal pridigar in druge na zahodni strani, za njegov sestop. Vzorci teh starih cerkva so še vedno vidni v Rimu v baziliki svetega Klemena in cerkvi San Lorenzo fuori le Mura .
Kot del svoje obnove Rimskega foruma leta 44 pred našim štetjem naj bi Julij Cezar preselil republikansko Rostro Vetera . Ta Rostra, imenovana 'Rostra Nova' ali 'cesarska rostra', se je ponovno uporabila in vključila skoraj celo prvotno rostro. Nova Rostra se je na jugozahodni strani novega Julijanskega foruma (Forum Iulium) ni več podredila svojemu novemu senatnemu domu, Curia Julia (še vedno stoji); Cezar jo je postavil na osrednjo os foruma, obrnjeno proti odprtemu prostoru. Ko je bil Cezar ubit, je Avugust končal in razširil Novo Rostro v pravokotnik na sprednji strani. Danes lahko vidimo sledove te rostre.
Na nasprotnem koncu odprtega Foruma je Cezarjev tempelj, ki ga je Avgust zaključil leta 29 pr.  n. št., vključil še eno rostro na sprednji strani dvignjenega baze, ki je bila obrnjena proti Caessarian Rostra. Ta Rostra je bila okrašena z ovni iz bitke pri Actiumu. John E. Stambaugh, profesor klasike na Williams College, je opisal novo ureditev kot »odsev sodobnega okusa in neusmiljene Avgustove želje po redu«. 

## V sodobnosti
Novembra 2008 je močan dež poškodoval betonski pokrov, ki je ščitil Vulkanale in njegove spomenike, ki so v cesarskem comitiumu od 1950-ih. To vključuje stele, ki se imenujejo Lapis Niger ali Črne skale. Obloga iz marmorja in cementa je mešanica prvotnega črnega marmorja, ki naj bi bil uporabljen za pokrivanje mesta v času Sule in sodobni cement, ki se uporablja za izdelavo prevleke in ohranjanje marmorja na mestu.
Profesor Angelo Bottini, predstojnik arheologije v Rimu, je izjavil, da je nameščena tenda ali šotor za zaščito starih relikvij, dokler se pokrov ne popravi, kar turistom tega tisočletja prvič v 50 letih omogoča pogled na originalni suggestum. 

## Druga znana Rostra
Leta 29 pr. n. št. je Avgust ukazal gradnjo druge rostre pred cesarskim templjem, na nasprotnem koncu Foruma Iulium iz Cezarjeve rostre. Ta je bila uporabljeno kot razsodišče in je bila okrašeno z ovni galej, zajetih v bitki pri Akciju. 